# Trädbaslav
Trädbaslav (Anisomeridium polypori) är en lavart som först beskrevs av Ellis & Everh., och fick sitt nu gällande namn av M. E. Barr. Trädbaslav ingår i släktet Anisomeridium och familjen Monoblastiaceae.  Arten är reproducerande i Sverige. Inga underarter finns listade i Catalogue of Life.

## Källor

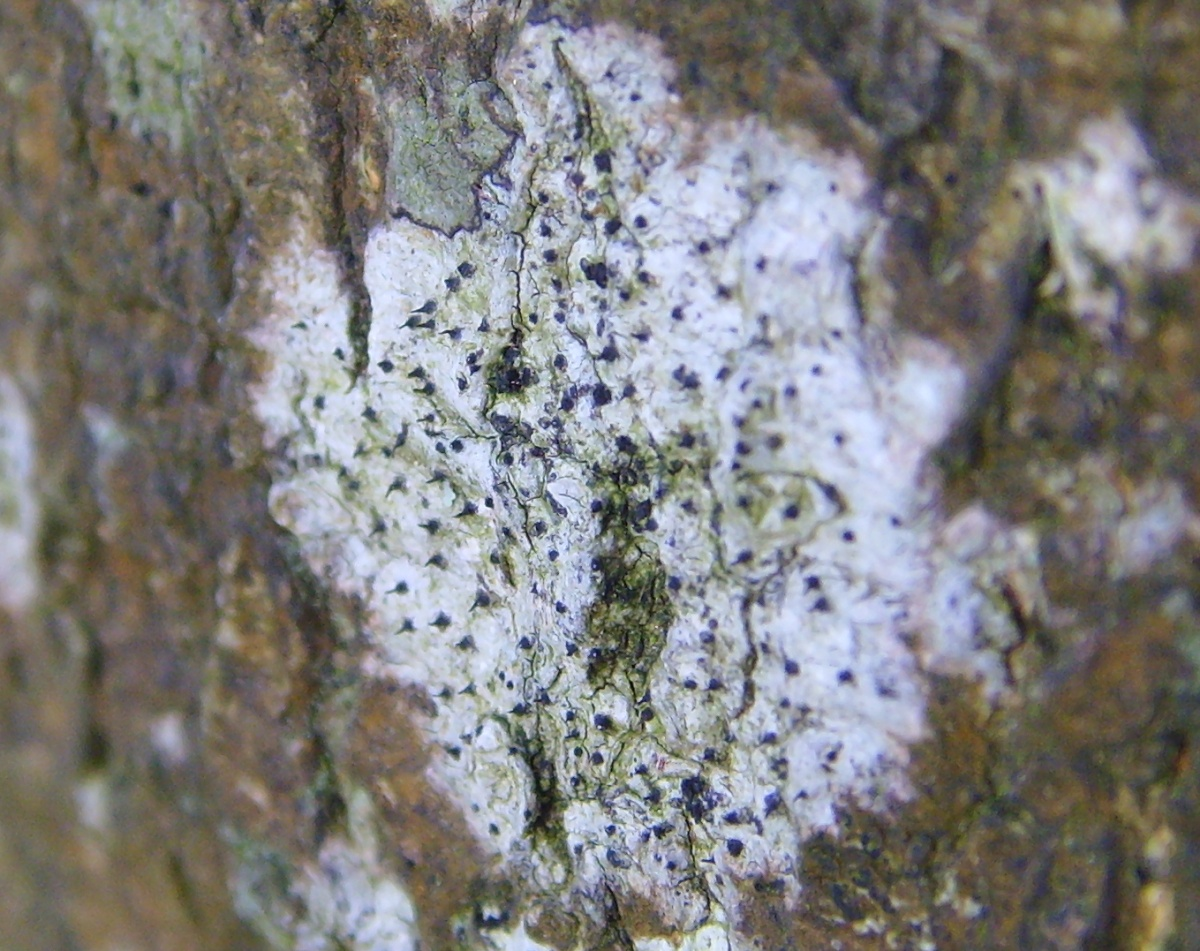